# Sadies castanea
Sadies castanea là một loài nhện trong họ Salticidae.
Loài này thuộc chi Sadies. Sadies castanea được Ledoux miêu tả năm 2007.